# فرودگاه صنعتی دریتن ولی
فرودگاه صنعتی دریتن ولی (به انگلیسی: Drayton Valley Industrial Airport) یک فرودگاه همگانی است که یک باند فرود آسفالت دارد و طول باند آن ۱۵۴۴ متر است. این فرودگاه در کشور کانادا قرار دارد و در ارتفاع ۸۴۶ متری از سطح دریا واقع شده‌است.